# كينيث كينغ (رسام)
كينيث كينغ (بالإنجليزية: Kenneth King)‏ هو رسام أيرلندي، ولد في 1939.